# Мугел
Му́гел (Mugel або Muageris) — князь та правитель кутригурів (гунів), Боспорський цар. Був наступником Грода (Grodas), гуннського правителя, з околиць міста Боспора в Patria Onoguria. Його правління тривало всього 2 роки, з 528 до 530 р.

## Життєпис
Гуни в Криму, що також називались оногури, жили в районі озера Maeotian (Азовське море) і Кубані протягом початку-середини шостого століття, їх також називали племенем Mugel.
Після того, як його брат Грод прийняв та намагався нав'язати християнство в країні, Мугел очолив повстання проти нього і зайняв його місце, оголосивши себе архонтом або царем (басилевсом), незалежним від Візантії. Мугел завоював сусіднє місто Боспор, але був змушений відмовитися від нього, при наближенні значних сил візантійської армії.
Незабаром після смерті Грода імператор Юстиніан I послав армію, щоб перевести Боспор під владу імперії. Згодом Мугел правив лише частиною Оногурії на півночі від Боспорських земель.